# XHSCO-FM
XHSCO-FM è una stazione radio operante in Messico con sede nelle città di Salina Cruz, nello Stato di Oaxaca. Di proprietà dell'Instituto Mexicano de la Radio, XHSCO-FM trasmette sulla frequenza 96,3 FM programmi sia a contenuto musicale che informativo sotto il nome di "Estéreo Istmo".

## Storia
Agli inizi degli anni '80, PEMEX iniziò a valutare l'idea di costruire una stazione radio nella regione dell'Istmo, luogo ricco di aziende petrolifere, al fine di connettere la regione e l'industria del petrolio. Nel 1982 la frequenza 96,3 MHz fu assegnata a PEMEX e nel 1985 fu lanciata XHGAS-FM. Tuttavia, PEMEX, che trasmetteva sulla frequenza 96.3 FM musica per 10 ore al giorno, non si rivelò in grado mantenere in onda la stazione. Periodi sempre più lunghi di silenzio, misero in pericolo la sopravvivenza della stazione e così, nel 1987, PEMEX la cedette ad IMER. IMER cambio la programmazione della stazione inserendo programmi di notizie ed informazioni, preziosissimi per una regione relativamente isolata e lontana dai centri economici e politici. Nel 1989, IMER cambio l'indicativo di chiamata della stazione nell'attuale XHSCO-FM e le conferì il suo attuale nome e la sua attuale programmazione.
XHSCO-FM trasmette in HD Radio.